# Касир

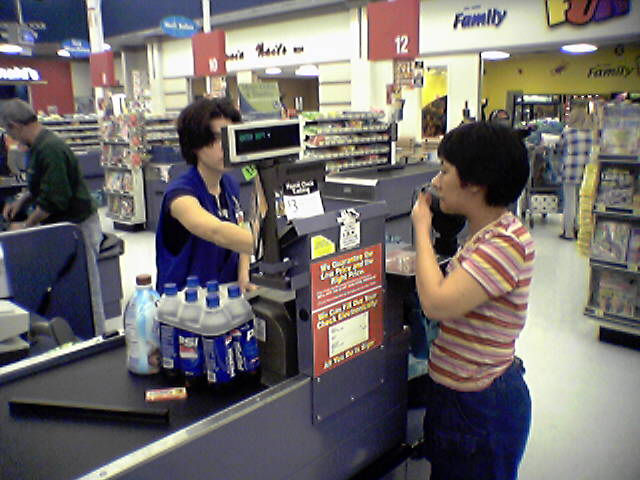
Касир в супермаркеті «Wal-Mart», Вірджинія, США.

Касир — працівник, який здійснює приймання, зберігання та облік готівки та грошових коштів в іншій формі, оператор касового апарату. Зазвичай одночасно виступає продавцем.
Касири торгових підприємств здійснюють підрахунок загальної вартості покупок (нині зазвичай шляхом сканування штрих-кодів) і проводять розрахунки готівкою або банківською карткою з використанням контрольно-касової техніки. 
Касири квиткових кас театрів, кінотеатрів, концертних залів, музеїв продають квиткові документи. 
Валютні касири здійснюють обмін валюти. Касири-операціоністи в банках здійснюють спеціальні банківські операції.